# Ramy Bensebaini
Rami Bensebaini (Constantine, 16 april 1995) is een Algerijns voetballer die doorgaans als verdediger speelt. Hij verruilde Borussia Mönchengladbach in juli 2023 transfervrij voor Borussia Dortmund. Bensebaini debuteerde in 2017 in het Algerijns voetbalelftal.

## Carrière

### Spelerscarrière
Bensebaini begon zijn carrière in Algerije bij Paradou SC. In 2008 sloot hij zich aan bij de jeugd en in 2013 debuteerde hij in het betaald voetbal. In zomer 2013 ging hij testen bij FC Porto en Arsenal.
Tijdens het seizoen 2014/15 werd hij door Paradou SC uitgeleend aan Lierse SK. Op 3 augustus 2014 debuteerde hij in de Eerste klasse, tegen Club Brugge. Hij mocht invallen voor Wanderson in blessuretijd. Bensebaini kwam dat seizoen veel aan spelen toe, maar kon niet verhelpen dat Lierse op het einde van het seizoen degradeerde naar de Tweede klasse. Bensebaini versierde daarop een transfer naar de Ligue 1: Montpellier HSC huurde de Algerijn voor één seizoen met aankoopoptie van Paradou AC.
Bensebaini kreeg ook bij Montpellier veel speelminuten, maar op het einde van het seizoen besloot de club de aankoopoptie niet te lichten. Stade Rennes sloeg daarop toe en legde de Algerijn definitief vast. Bensebaini werd ook bij Stade Rennes een vaste kracht – zowel onder zijn eerste trainer Christian Gourcuff als onder diens opvolgers Sabri Lamouchi en Julien Stéphan. Zijn derde seizoen in het shirt van Rennes was het meest succesrijke: Bensebaini haalde met Rennes de achtste finales van de Europa League) en won met de club de Coupe de France.
Na drie seizoenen Rennes vertrok Bensebaini in augustus 2019 naar Borussia Mönchengladbach. Dat was in het voorgaande seizoen vijfde geworden in de Bundesliga en had daarmee net kwalificatie voor de Champions League gemist. Het lukte de club en hem in 2019/20 wel om zich daarvoor te kwalificeren. Met 19 competitiewedstrijden had Bensebaini daar een bescheiden aandeel in. Hij was dat jaar wel belangrijk met twee doelpunten tijdens een 2–1 overwinning tegen Bayern München, waardoor Borussia Mönchengladbach drie punten behaalde tegen de latere landskampioen. Hij debuteerde op 21 oktober in de Champions League, tegen Internazionale (2–2). Bensebaini bleef vier seizoenen bij Borussia Mönchengladbach, speelde daarin 95 competitiewedstrijden en maakte 19 doelpunten. Na het behalen van de vierde plaats in 2019/20, moest de Duitse club het in de volgende seizoenen doen met een achtste en twee tiende plaatsten in de eindstand. Bensebaini speelde als gevolg daarvan in vier seizoenen tijd onder drie verschillende trainers. Hij verruilde Borussia Mönchengladbach in juli 2023 transfervrij voor Borussia Dortmund, dat in het voorgaande seizoen het landskampioenschap op doelsaldo misliep.

## Clubstatistieken
| Seizoen        | Club                     | Competitie     | Competitie | Competitie | Beker | Beker | Internationaal | Internationaal | Totaal | Totaal |
| Seizoen        | Club                     | Competitie     | Wed.       | Dlp.       | Wed.  | Dlp.  | Wed.           | Dlp.           | Wed.   | Dlp.   |
| -------------- | ------------------------ | -------------- | ---------- | ---------- | ----- | ----- | -------------- | -------------- | ------ | ------ |
| 2013/14        | Paradou AC               | LNFA           | ?          | ?          | ?     | ?     | —              | —              | 26     | 0      |
| 2014/15        | → Lierse SK              | Eerste klasse  | 23         | 1          | 1     | 0     | —              | —              | 24     | 1      |
| 2015/16        | → Montpellier HSC        | Ligue 1        | 22         | 2          | 3     | 0     | —              | —              | 25     | 2      |
| 2016/17        | Stade Rennes             | Ligue 1        | 25         | 0          | 1     | 0     | —              | —              | 26     | 0      |
| 2017/18        | Stade Rennes             | Ligue 1        | 29         | 0          | 4     | 0     | —              | —              | 33     | 0      |
| 2018/19        | Stade Rennes             | Ligue 1        | 25         | 1          | 5     | 1     | 9              | 1              | 39     | 3      |
| 2019/20        | Borussia Mönchengladbach | Bundesliga     | 19         | 5          | 1     | 0     | 6              | 0              | 26     | 5      |
| 2020/21        | Borussia Mönchengladbach | Bundesliga     | 25         | 4          | 3     | 1     | 5              | 2              | 33     | 7      |
| 2021/22        | Borussia Mönchengladbach | Bundesliga     | 23         | 4          | 1     | 2     | —              | —              | 24     | 6      |
| 2022/23        | Borussia Mönchengladbach | Bundesliga     | 28         | 6          | 2     | 1     | —              | —              | 30     | 7      |
| 2023/24        | Borussia Dortmund        | Bundesliga     | 0          | 0          | 0     | 0     | 0              | 0              | 0      | 0      |
| Carrièretotaal | Carrièretotaal           | Carrièretotaal | 219        | 23         | 21    | 4     | 20             | 3              | 260    | 31     |

Bijgewerkt t/m 6 juli 2023.

## Interlandcarrière
Bensebaini kreeg in 2015 zijn eerste oproep voor het Algerijns voetbalelftal van bondscoach Christian Gourcuff, zijn latere trainer bij Stade Rennes. Toch speelde hij zijn eerste officiële interland niet voor 7 januari 2017. In een oefeninterland tegen Mauritanië viel hij toen tijdens de rust in voor Hicham Belkaroui. Een maand later nam bondscoach Georges Leekens hem op in de 23-koppige selectie voor het Afrikaans kampioenschap 2017. Bensebaini kwam op dit toernooi in actie in de groepswedstrijden tegen Zimbabwe en Tunesië. Hij won twee jaar later met Algerije het Afrikaans kampioenschap 2019. Hierop speelde hij op de derde groepswedstrijd na alle wedstrijden. Het Afrikaans kampioenschap 2021 was voor Bensebaini en zijn ploeggenoten na drie wedstrijden afgelopen.

## Erelijst
| Competitie         |               |               |               |               |
| Competitie         | Aantal        | Jaren         |               |               |
| Stade Rennais      | Stade Rennais | Stade Rennais | Stade Rennais | Stade Rennais |
| ------------------ | ------------- | ------------- | ------------- | ------------- |
| Coupe de France    | 1x            | 2018/19       |               |               |
| Algerije           |               |               |               |               |
| Afrikaans kampioen | 1x            | 2019          |               |               |